# 黛比·托马斯
黛比·托马斯（Debi Thomas，1967年3月25日—），美国前花样滑冰运动员，退役後成為醫師。她在1986年世界花样滑冰锦标赛中击败卡特琳娜·维特获得冠军，成为唯一一位获得世锦赛女子单人滑金牌的黑人运动员。

## 選手生涯
托馬斯生於紐約州波啟浦夕市，但在加州聖荷西長大，並在當地開始滑冰。她在滑冰方面能有成就，要多虧母親不辭辛勞，每日開車百哩載她往返於住家、學校及冰場。
黛比·托马斯和德国选手卡特琳娜·维特在1988年冬奥会女子单人滑自由滑中的对决，常被称为“卡门对决”（“Battle of the Carmens”），这是因为她俩在赛前被公认是1998年冬奥会冠军的热门竞争者，恰好她们的自由滑选曲都是经典音乐卡门。卡特琳娜·维特在自由滑中先上场，发挥较好，但一个后外三周跳（3 Loop）只做了两周（2 Loop），给竞争者黛比·托马斯开启了通向冠军的大门。然而，后上场的黛比·托马斯在压力下发挥失常，3个三周跳都出现了失误，拱手让出了金牌。最终，黛比·托马斯获得铜牌，成为唯一一位获得奥林匹克运动会花样滑冰比赛女子单人滑奖牌的黑人运动员。

## 醫學生涯
托馬斯從五歲起就有當醫生的夢想，退役後她完成大學學業，並進入醫學院就讀，後來成為骨科醫師，專長為髖關節和膝關節置換。

## 私生活
1987年，托馬斯在科羅拉多大學修讀醫學預科課程時，結識正在攻讀人體工學的布萊恩·凡登·霍根（Brian Vanden Hogen），兩人在1988年3月結婚，但這段婚姻維持的時間不長。1996年她與前阿肯色大學足球選手再婚，並在次年7月1日生下兒子克里斯多夫·尤里斯·貝奎特（Christopher Jules "Luc" Bequette）。

## 賽事成績
| 國際     | 國際    | 國際    | 國際    | 國際    | 國際    | 國際    |
| 賽事     | 1982-83 | 1983-84 | 1984-85 | 1985-86 | 1986-87 | 1987-88 |
| -------- | ------- | ------- | ------- | ------- | ------- | ------- |
| 冬奧     |         |         |         |         |         | 3rd     |
| 世錦賽   |         |         | 5th     | 1st     | 2nd     | 3rd     |
| 美國盃   |         |         |         | 1st     |         |         |
| 加拿大盃 |         |         |         |         |         | 1st     |
| NHK盃    |         |         | 2nd     |         |         |         |
| 霧笛盃   |         |         | 1st     |         |         |         |
| 國內     |         |         |         |         |         |         |
| 美錦賽   | 13th    | 6th     | 2nd     | 1st     | 2nd     | 1st     |